# Goudelin
Goudelin ist eine französische Gemeinde mit 1.716 Einwohnern (Stand: 1. Januar 2022) im Département Côtes-d’Armor in der Region Bretagne; sie gehört zum Arrondissement Guingamp und zum Kanton Guingamp. Die Einwohner werden Goudelinais genannt.

## Geographie
Goudelin liegt etwa 23 Kilometer nordwestlich von Saint-Brieuc am Fluss Goazel. An der Ostgrenze der Gemeinde führt der Fluss Leff entlang. Umgeben wird Goudelin von den Nachbargemeinden Gommenec’h im Norden, Lannebert im Norden und Nordosten, Lanvollon im Nordosten, Tressignaux im Osten, Bringolo im Süden, Le Merzer im Südwesten und Westen sowie Pommerit-le-Vicomte im Westen.

## Bevölkerungsentwicklung
| Jahr                       | 1962 | 1968 | 1975 | 1982 | 1990 | 1999 | 2006 | 2019 |
| Einwohner                  | 1341 | 1243 | 1186 | 1267 | 1258 | 1357 | 1558 | 1729 |
| Quellen: Cassini und INSEE |      |      |      |      |      |      |      |      |

## Sehenswürdigkeiten
- Kirche Saint-Pierre
- Kapelle Notre-Dame-de-l'Isle aus dem 12. Jahrhundert, seit 1913 Monument historique

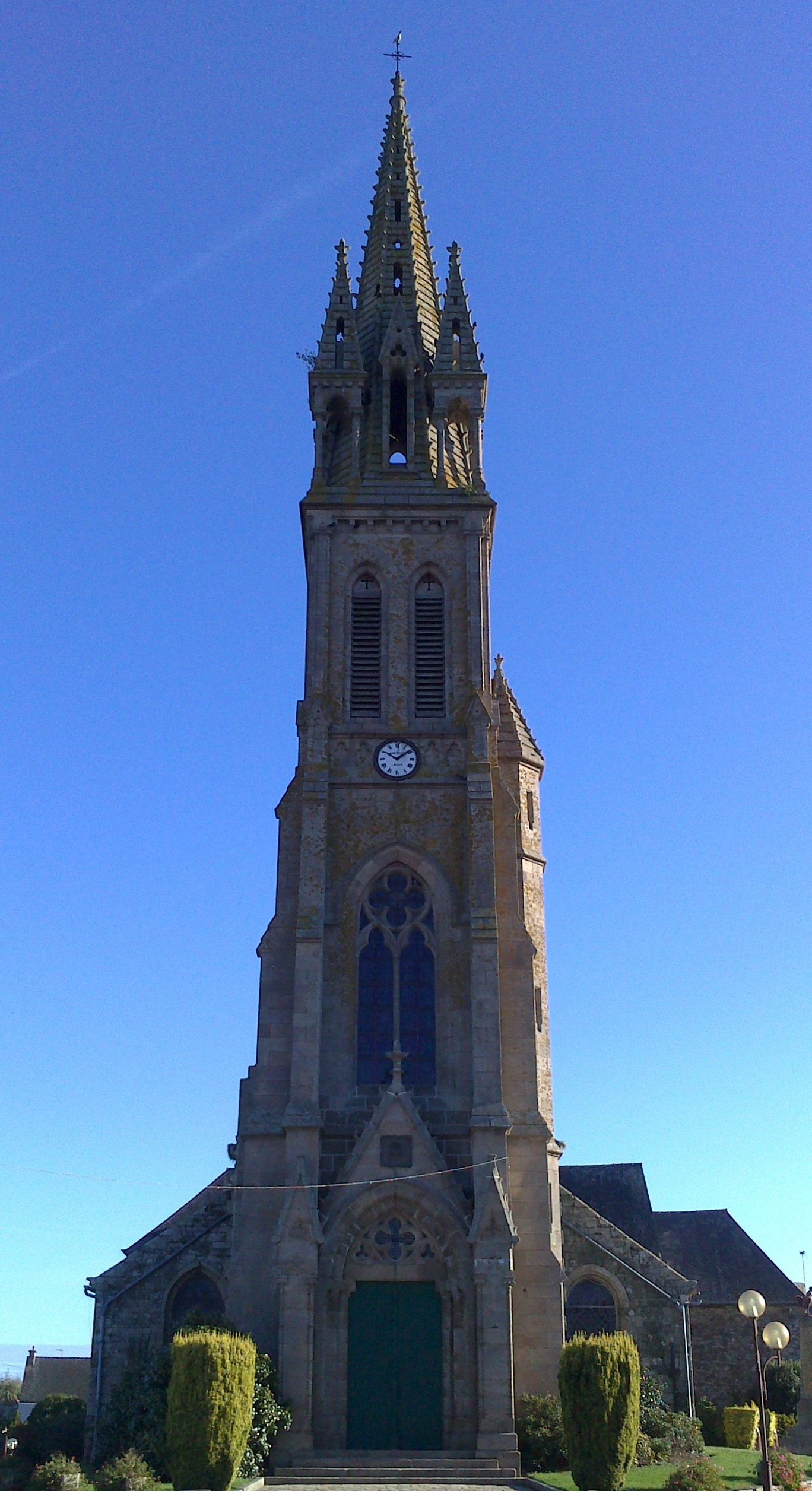
Kirche Saint-Pierre
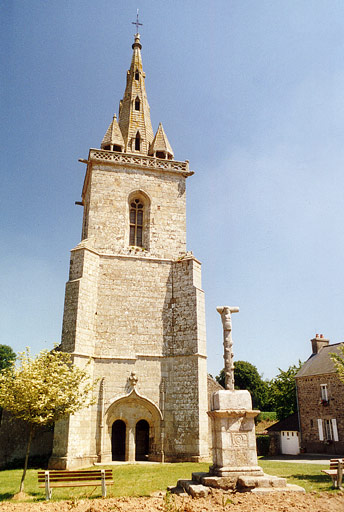
Kapelle Notre-Dame-de-l'Isle